# 罗杰·尚克
罗杰·卡爾·尚克（英語：Roger Carl Schank，1946年3月12日—2023年1月29日）是一位美国人工智能理论家和認知心理學家。